# Lawton-Fort Sill Cavalry
Lawton-Fort Sill Cavalry fue un equipo de baloncesto que jugó en la Continental Basketball Association en dos etapas anteriores, entre 1990 y 1997 y posteriormente entre 2007 y 2008, y que hasta 2011 militó en la PBL habiendo tenido sede primero en la ciudad de Oklahoma City, y posteriormente en Lawton, Oklahoma. Disputaba sus partidos en el Great Plains Coliseum, con capacidad para 3000 personas.

## Historia
El equipo se fundó en 1990 con la denominación de Oklahoma City Cavalry, en Oklahoma City, compitiendo en la CBA hasta 1997, ganando el título en su última temporada. El equipo resucitó en 2007, haciéndose nuevamente con el título, derrotando en la final a los Minot Skyrockets.
Cuando la ciudad de Oklahoma expresó el deseo de hospedar una franquicia de la NBA, que finalmente lograron con los Oklahoma City Thunder, el equipo se trasladó a la vecina localidad de Lawton, ganando nuevamente el título en la que iba a ser la última temporada de la liga, derrotando en la final a los Albany Patroons.
El equipo se inscribió al año siguiente en la recién creada Premier Basketball League, ganando el título en su primera participación.

## Jugadores célebres
- Voshon Lenard
- John Starks
- Isaac Austin
- Richard Dumas
- Elmer Bennett
- Doug Smith
- Jimmy Oliver
- Oliver Miller
- Wallace Bryant